# Arcidiecéze kaunaská
Arcidiecéze kaunaská (litevsky Kauno arkivyskupija, latinsky Archidioecesis Kaunensis) je římskokatolická metropolitní arcidiecéze. Sídlo Kaunaské církevni provincie jejíž teritorium pokrývá část území Litvy se sídlem ve městě Kaunas a s katedrálou sv. Petra a Pavla v Kaunasu. Dne 19. února 2020 papež František jmenoval kaunaským arcibiskupem Mons. Kestutise Kėvalase. 

## Stručná historie
Při pokřtění Litvy prostřednictvím Německého řádu bylo roku 1417 zřízeno biskupství žmuďské se sídlem ve Varniai, jak to ustanovil kostnický koncil. To bylo zrušeno roku 1798, ale znovu obnoveno v roce 1849. Po zřízení samostatného litevského státu v roce 1918 byla církevní správa reorganizována a v roce 1926 byla zřízena kaunaská arcidiecéze se sufragánními biskupstvími Vilkaviškis a Telšiai, a byla zřízena i Vilniuská církevní provincie. Po roce 1991 došlo k další reorganizaci, roku 1996 byla založena Diecéze šiauliaiská.